# Citrus adami
A zamboa ou pomo-de-adão (nome científico Citrus adami) é uma árvore nativa da Ásia pertencente à familia das rutáceas. Suas flores são brancas e seus frutos têm casca grossa e amarelada. É usada para fazer doces e compotas. É comumente confundida com a toranja.